# Maurice Lévy (publicitaire)
Pour les articles homonymes, voir Lévy et Maurice Lévy.
Maurice Lévy, né le 18 février 1942 à Oujda au Maroc, est un homme d'affaires franco-marocain. Il fut président du directoire de Publicis Groupe pendant 30 ans, de 1987 à 2017, puis devient à partir de mai 2017, président du conseil de surveillance de Publicis Groupe.
Maurice Lévy est membre du club Le Siècle et du conseil de la fondation du Forum économique mondial. Il a aussi été, de février 2010 à juin 2012, président de l'Association française des entreprises privées (Afep).

## Biographie

### Origines
Fuyant l'Espagne franquiste — le père de famille, professeur de philosophie, est sous le coup d'une condamnation à mort — puis la France, menacée par l'Allemagne nazie, le couple Lévy, d'origine juive espagnole, s'installe au Maroc. C'est donc à Oujda dans l'est du pays que naît Maurice Lévy en 1942.

### Formation et débuts
Diplômé en informatique et organisation de l'université du New Jersey en 1965, grâce à une bourse d'études gagnée dans un concours organisé par les chaussures Bata, Maurice Lévy est recruté l'année suivante dans le service informatique d'une agence de publicité baptisée Synergie. En parallèle à son métier d'ingénieur, Maurice Lévy se découvre une passion pour les aspects plus commerciaux du métier et au début des années 1970, son rôle s'étend à des fonctions gestionnaires et financières. À 29 ans, en 1971, c'est lui que son patron choisit comme successeur à la tête du groupe. Déclinant l'offre, il préfère rejoindre un autre publicitaire, Marcel Bleustein-Blanchet, dirigeant du groupe Publicis.

### Carrière de publicitaire
En tant qu'ingénieur informaticien, il a l'initiative d'archiver l'essentiel des données de son entreprise sur bande magnétique. Grâce à cela, il permet à l'entreprise de se remettre en huit jours d'un incendie dévastateur survenu le 28 septembre 1972 dans l'immeuble Publicis situé sur l'avenue des Champs-Élysées à Paris. Cette réussite contribue à le faire remarquer par la direction. Dès 1973, il est promu au conseil de direction, comme secrétaire général. En 1975, il est nommé directeur général adjoint de Publicis Conseil et en 1976, directeur général. Et 12 ans plus tard, il devient président du directoire et succède au fondateur du groupe, Marcel Bleustein-Blanchet, au poste de président directeur général en novembre 1987.
En janvier 2008, Maurice Lévy reçoit l’International Leadership Award 2008 décerné par l’Anti-Defamation League américaine en récompense de son engagement en faveur de la tolérance et de la diversité. Maurice Lévy coorganise en 2008 le concert au Trocadéro (Paris) à l'occasion du 60e anniversaire de la création de l’État d'Israël, proposant un podium à quelques artistes à la mode telles que Sofia Essaïdi, Lara Fabian ou encore la chanteuse Laam.
Avec le soutien de la principale actionnaire, Élisabeth Badinter née Bleustein-Blanchet, Maurice Lévy mène le développement international du groupe Publicis, hissant l'entreprise familiale au 3e rang mondial du secteur de la publicité et des communications. Dans une stratégie de rachats parfois hostiles contre ses concurrents lui valant le surnom de « Napoléon de la publicité » par certains médias anglo-saxons, Maurice Lévy poursuit également, dans le sillage de Bleustein-Blanchet, une politique de diversification des supports investissant très tôt[Quand ?] Internet et les nouveaux médias[réf. souhaitée].
En novembre 2011, le conseil de surveillance du groupe Publicis renouvelle pour quatre ans la totalité des mandats des cinq membres du directoire dont Maurice Lévy, président du directoire et PDG, et de Jean-Yves Naouri, directeur général adjoint et président exécutif de Publicis Worldwide.
Il reçoit le soutien de politiques tels que François Baroin le désignant comme un « immense capitaine d'industrie qui a développé un groupe français. » Élisabeth Badinter, présidente du conseil de surveillance de Publicis, soutient également Maurice Lévy.
Sous l’impulsion de M. Levy, Publicis va connaître un coup d’accélérateur à l’international, avec des prises de participation dans le monde, qui en ont fait le troisième groupe mondial de communication et de publicité. Publicis réalise en 2015 un chiffre d’affaires de 9,6 milliards d’euros, qui lui a permis de dégager un bénéfice net de 901 millions d’euros.
Le 25 mars 2021, après 50 ans de carrière chez Publicis, Maurice Lévy annonce qu'il terminera son mandat le 26 mai 2021.
En 2019, Maurice Levy fonde l'Escalator, un incubateur basé à Levallois-Perret, qui a révélé plusieurs start-up telles que Fullsoon, Istya, Accelerio ou encore le Grenier Ludique. Les incubés échangent un pourcentage de leur start-up en échange d'un accompagnement d'un an.

## Mandats
- PDG du groupe de services internet Solocal (ex-PagesJaunes)[14]
- PDG de Publicis Groupe
- Président de l'Afep (Association Française des Entreprises Privées)[15]. Président depuis 2010, Maurice Lévy démissionne le 15 juin 2012[16]
- Membre du conseil de surveillance de la Compagnie financière Edmond de Rothschild[17]
- Membre du conseil de surveillance de Deutsche Bank[18]
- Membre du comité d'honneur de PlaNet Finance[19]
- Administrateur de Teach for France[20]
- Il est également membre du comité de parrainage du Collège des Bernardins[21]

## Décorations
- 2008 :  Grand officier de l'ordre national du Mérite[22], commandeur du 14 novembre 2001[23]
- 2023 :  Grand officier de la Légion d'honneur[24]

## Fortune et rémunération
Il dispose d'une fortune estimée en 2012 à 173 millions d'euros (216e en France) et a perçu 3,6 millions d'euros en 2008, en 2009 et en 2010 (5e patron le mieux payé de France en 2010),.
Le magazine La Tribune dévoile en mars 2012 que Maurice Levy allait recevoir un bonus de 16 millions d'euros de la part de Publicis. Cette somme aurait été la plus importante perçue de toute sa carrière professionnelle. Dans un contexte de crise économique, ce bonus suscite de nombreux remous et pose une nouvelle fois la question de la rémunération des « grands patrons ». Maurice Levy se défend en rappelant que ce bonus « […] est une rémunération différée sur neuf ans. » Il reconnaît :

« C'est une somme considérable, je le reconnais tout à fait mais toutes ces années Publicis a fait mieux que ses concurrents mondiaux […]. »

Selon la CGT et le site Rue89, des pressions auraient été exercées sur des salariés de Publicis afin qu'ils signent une pétition de soutien au bonus de 16 millions d'euros de Maurice Levy.
Une étude, révélée le 8 septembre 2014 par le cabinet de conseil Spencer Stuart, place Maurice Lévy à la première place des patrons du CAC 40 les mieux rémunérés, avec 4,5 millions d'euros en 2014.
En juillet 2018, BFM révèle que Maurice Lévy a transféré une partie importante de sa fortune au Luxembourg. Des montages sophistiqués lui permettent d'échapper à une partie des taxations existant en France, notamment sur les dividendes de ses actions Publicis.
Il touche, en 2021, 11,6 millions d’euros en dividendes.

## Publications
- Les 100 mots de la communication[33], PUF, coll. « Que sais-je ? », 2006
- Ouvrez les yeux, ed. Fayard, 2022